# Pinel-Hauterive
Pinel-Hauterive (okzitanisch: Pinel e Auteriba) ist eine französische Gemeinde mit 572 Einwohnern (Stand: 1. Januar 2022) im Département Lot-et-Garonne in der Region Nouvelle-Aquitaine. Die Gemeinde liegt im Arrondissement Villeneuve-sur-Lot und ist Teil des Kantons Le Livradais. 

## Geographie
Pinel-Hauterive liegt etwa 25 Kilometer nordnordwestlich von Agen am Lot, der die Gemeinde im Südosten begrenzt. Pinel-Hauterive wird umgeben von den Nachbargemeinden Beaugas im Norden und Nordosten, Saint-Pastour im Nordosten, Casseneuil im Osten, Sainte-Livrade-sur-Lot im Süden und Südosten, Saint-Étienne-de-Fougères im Süden und Südosten, Monclar im Westen sowie Montastruc im Nordwesten.

## Geschichte
1972 wurde die vormals eigenständige Kommune Saint-Pierre-de-Caubel eingemeindet.

## Bevölkerungsentwicklung
| 1962                       | 1968 | 1975 | 1982 | 1990 | 1999 | 2006 | 2018 |
| -------------------------- | ---- | ---- | ---- | ---- | ---- | ---- | ---- |
| 216                        | 205  | 402  | 395  | 461  | 461  | 509  | 568  |
| Quellen: Cassini und INSEE |      |      |      |      |      |      |      |

## Sehenswürdigkeiten
- Kirche Sainte-Catherine in Hauterive aus dem 16. Jahrhundert
- Kirche Notre-Dame in Pinel aus dem 16. Jahrhundert
- Kirche aus dem 11. Jahrhundert, Umbauten aus dem 15. Jahrhundert
- Kirche von Saint-Pierre-de-Caubel aus dem 19. Jahrhundert
- antike Gräber
- Schloss Caussade in Saint-Pierre-de-Caubel aus dem 16. Jahrhundert
- Herrenhaus von Pécaubel aus dem 17. Jahrhundert